# Prohibido olvidar
Prohibido olvidar es el título del 12°. álbum de estudio grabado por del cantautor venezolano Ricardo Montaner, Fue lanzado al mercado por la compañía discográfica WEA Latina el 3 de junio de 2003. El álbum fue producido por el colombiano Kike Santander, coproducido por Bernardo Ossa, Daniel Betancourt, José Gaviria, Andrés Múnera y Milton Salcedo.
En un primer momento este álbum se iba a llamar El Llanto De La Luna, pero debido a los problemas políticos acontecidos en Venezuela en 2002, con el golpe de Estado y centenares de civiles fallecidos y con un gobierno que todavía se mantiene en el poder, Ricardo dedica este disco a esa patria, no sin recibir el veto del gobierno y que dicho disco fuese sacado de circulación en las discotiendas venezolanas.[cita requerida]
El primer sencillo en ser promocionado fue Qué ganas, un disco muy pop y acústico.[cita requerida]

## Lista de canciones
| Prohibido olvidar |                                        |                                                               |          |  |
| N.º               | Título                                 | Escritor(es)                                                  | Duración |  |
| 1.                | «Átame»                                | Ricardo Montaner, Kike Santander                              | 4:33     |  |
| 2.                | «Qué ganas»                            | Daniel Betancourt, Ricardo Montaner, Kike Santander           | 3:46     |  |
| 3.                | «Desesperanza»                         | Ricardo Montaner, Kike Santander                              | 3:44     |  |
| 4.                | «Parado de manos»                      | Pablo Manavello, Ricardo Montaner                             | 4:00     |  |
| 5.                | «De vez en cuando la muchacha»         | Ricardo Montaner, Kike Santander                              | 4:07     |  |
| 6.                | «No me puedo aguantar»                 | Ricardo Montaner, Kike Santander                              | 3:45     |  |
| 7.                | «República de la alegría»              | Ricardo Montaner, Kike Santander                              | 3:54     |  |
| 8.                | «En qué queda»                         | Yasmil Marrufo, Ricardo Montaner                              | 3:50     |  |
| 9.                | «El llanto de la luna»                 | Ricardo Montaner, Kike Santaner, Gustavo Santander            | 4:28     |  |
| 10.               | «Prohibido olvidar»                    | José Gaviria, Ricardo Montaner, Bernardo Ossa, Fernando Tobón | 4:23     |  |
| 11.               | «No me puedo aguantar (Versión Dance)» | Ricardo Montaner, Kike Santander                              | 4:26     |  |